# 沼 (浜松市)
沼（ぬま）は、静岡県浜松市浜名区の大字。住居表示未実施。

## 地理
浜松市浜名区の東部、北浜地区の中西部に位置する。東で西美薗、西・北で貴布祢、南で横須賀と接する。

## 歴史

### 町名の由来
慶長年間に伊奈忠次のもとで新田開発を行った太田沼之助の名前に由来する。

### 沿革
- 1889年（明治22年）4月1日 - 町村制の施行により、長上郡沼村が周辺の村と合併し、長上郡平貴村となる[WEB 8]。旧村名は平貴村の大字として残る[WEB 9]。
- 1896年（明治29年）4月1日 - 郡制の施行により、平貴村の所属郡が浜名郡に変更となる。
- 1908年（明治41年）1月1日 – 平貴村の一部と美島村が合併し、北浜村となる。
- 1956年（昭和31年）4月1日 – 北浜村が周辺の町村と合併して浜北町となる。
- 1963年（昭和38年）7月1日 – 浜北町が市制施行して浜北市となる。
- 2005年（平成17年）7月1日 – 浜北市外10市町村が浜松市に編入される。
- 2007年（平成19年）4月1日 - 浜松市が政令指定都市となる。沼は浜北区の一部となる。
- 2024年（令和6年）1月1日 - 浜松市の行政区再編により、沼は浜名区の一部となる。

## 施設
- 遠州鉄道浜北駅
- 厚生労働省静岡労働局 浜松公共職業安定所浜北出張所
- マックスバリュ浜北店
- ジップドラッグシーズ浜北店（ココカラファインヘルスケアが運営）
- セブン-イレブン浜北沼店
- 沼八幡宮

## 交通

### 鉄道
- 遠州鉄道線：（新浜松 方面 - ）浜北（ - 西鹿島 方面）

### バス
遠州鉄道浜北駅ロータリーに遠鉄バス・浜松市浜北コミュニティバス・JAMJAMライナーの停留所が設置されている。
十全グループシャトルバスも発着している。

### 道路
- 静岡県道363号高薗貴布祢線

## その他

### 学区
小学校・中学校の学区は以下の通りである。
- 浜松市立北浜小学校（沼町内会）
- 浜松市立伎倍小学校（貴布祢第1・6・7町内会）
- 浜松市立北浜中学校（全域）

### 警察
警察の管轄区域は以下の通りである。
| 番・番地等 | 警察署     | 交番・駐在所 |
| ---------- | ---------- | ------------ |
| 全域       | 浜北警察署 | 北浜交番     |

### 消防
消防の管轄区域は以下の通りである。
| 番・番地等 | 消防署     | 本署/出張所 |
| ---------- | ---------- | ----------- |
| 全域       | 浜北消防署 | 本署        |

### WEB
1. ↑  “h02_22.csv”.   総務省 (2022年2月10日). 2024年10月18日閲覧。
2. ↑  “静岡県浜松市浜北区沼 (221360150)｜国勢調査町丁・字等別境界データセット”.   人文学オープンデータ共同利用センター. 2024年11月5日閲覧。
3. ↑  “静岡県 浜松市浜名区 沼の郵便番号 - 日本郵便”.   日本郵便. 2024年10月18日閲覧。
4. ↑  “市外局番の一覧”.   総務省 (2022年3月1日). 2024年10月18日閲覧。
5. ↑  “事業所案内及び管轄地域（事務所3件、分室3件）”.   一般社団法人静岡県自動車会議所. 2024年10月18日閲覧。
6. ↑  “住居表示実施状況／浜松市”.   浜松市 (2024年1月4日). 2024年10月18日閲覧。
7. ↑  “解説ページ”.   株式会社エア. 2024年12月10日閲覧。
8. ↑  “historyofcities.pdf”.   静岡県総務部合併推進室・財団法人静岡県市町村振興協会. 2024年10月18日閲覧。
9. ↑  “解説ページ”.   株式会社エア. 2024年10月18日閲覧。
10. ↑  “学校名から探す／浜松市”.   浜松市 (2024年1月1日). 2024年10月18日閲覧。
11. ↑  “北浜交番｜静岡県警察”.   静岡県警察 (2024年1月1日). 2024年10月18日閲覧。
12. ↑  “消防署の町別管轄「ぬ」／浜松市”.   浜松市 (2023年4月3日). 2024年10月18日閲覧。